# 港鐵巴士K65綫
港鐵巴士K65綫是由港鐵營運的一條港鐵巴士（新界西北）路綫，來往元朗站及流浮山。
港鐵巴士K65A綫是由港鐵營運的一條港鐵巴士（新界西北）路綫，來往天水圍站及流浮山，只於星期一至五上午及下午繁忙時間服務。

## 歷史
- 來往元朗至流浮山的巴士服務，早於1961年4月6日已提供，全程收費30￠，當時是由九巴經營的，編號為24。
- 1973年7月16日：24更改路線編號為55。
- 1988年8月8日：本綫由九廣鐵路輕便鐵路部接辦，並於同年9月25日配合九廣輕鐵（現稱輕鐵）首期通車再度更改為655，並提供接駁輕鐵服務。
- 2003年12月14日：九廣西鐵（現屬屯馬綫）即將通車，九鐵重組旗下的輕鐵接駁巴士線，所有路線均以「K」為首，655線改稱為K65線。
- 2009年4月6日：由於乘搭西鐵綫可以在屏廈路轉乘本綫往流浮山，為節省行車時間，往流浮山方向不再繞經天水圍站公共運輸交匯處。同時增設一班特別班次，星期一至五08:10由流浮山開出，以雙層空調巴士行走，改經天福路、朗天路、宏達路及媽橫路，不經坑尾村一段屏廈路[1]。
- 2011年8月21日：此路綫往元朗東方向亦不再繞經天水圍站公共運輸交匯處[2]。
- 2013年3月起：因應本線已經全線採用雙層巴士，取消其特快班次。
- 2013年9月2日：加密平日班次至10-16分鐘一班，於平日繁忙時段增設短途特別班次（流浮山至天水圍鐵路站），舒緩流浮山至天水圍站的巨大客量。
- 2017年5月28日：為配合港鐵元朗站外的物業發展，K65綫的元朗市總站將遷至元朗站公共運輸交匯處。
- 2022年6月27日：為配合新界區專線小巴34線取消服務，K65A綫投入服務[3]。

## 服務時間及班次
K65
| 元朗站開         | 元朗站開            | 元朗站開            | 流浮山開         | 流浮山開     | 流浮山開     |
| 日期             | 服務時間            | 班次（分鐘）        | 日期             | 服務時間     | 班次（分鐘） |
| ---------------- | ------------------- | ------------------- | ---------------- | ------------ | ------------ |
| 星期一至六       | 06:00-07:12         | 12                  | 星期一至六       | 06:00-07:24  | 12           |
| 星期一至六       | 07:12-08:17         | 13                  | 星期一至六       | 07:39、07:51 | 07:39、07:51 |
| 星期一至六       | 08:32               | 08:32               | 星期一至六       | 08:03-08:17  | 7            |
| 星期一至六       | 08:46-11:10         | 16                  | 星期一至六       | 08:30        | 08:30        |
| 星期一至六       | 11:10-16:40         | 15                  | 星期一至六       | 08:45-10:15  | 15           |
| 星期一至六       | 16:51、16:58        | 16:51、16:58        | 星期一至六       | 10:35        | 10:35        |
| 星期一至六       | 17:04-17:57         | 13/14               | 星期一至六       | 10:50-17:20  | 15           |
| 星期一至六       | 18:11、18:25、18:40 | 18:11、18:25、18:40 | 星期一至六       | 17:20-18:02  | 14           |
| 星期一至六       | 18:54-19:35         | 13/14               | 星期一至六       | 18:02-18:40  | 12/13        |
| 星期一至六       | 19:50-21:05         | 15                  | 星期一至六       | 18:40-19:40  | 15           |
| 星期一至六       | 21:05-23:45         | 16                  | 星期一至六       | 19:40-21:00  | 16           |
|                  |                     |                     | 星期一至六       | 21:00-23:15  | 15           |
| 星期日及公眾假期 | 06:00-06:32         | 16                  | 星期日及公眾假期 | 06:00-08:08  | 16           |
| 星期日及公眾假期 | 06:45               | 06:45               | 星期日及公眾假期 | 08:08-10:14  | 14           |
| 星期日及公眾假期 | 07:00-08:00         | 15                  | 星期日及公眾假期 | 10:25、10:35 | 10:25、10:35 |
| 星期日及公眾假期 | 08:00-08:26         | 13                  | 星期日及公眾假期 | 10:49-18:50  | 13           |
| 星期日及公眾假期 | 08:26-11:00         | 14                  | 星期日及公眾假期 | 18:50-19:14  | 12           |
| 星期日及公眾假期 | 11:00-18:35         | 13                  | 星期日及公眾假期 | 19:28、19:41 | 19:28、19:41 |
| 星期日及公眾假期 | 18:47               | 18:47               | 星期日及公眾假期 | 19:55-22:55  | 15           |
| 星期日及公眾假期 | 19:00-23:45         | 15                  | 星期日及公眾假期 | 22:55-23:15  | 10           |

K65A
| 天水圍站開 | 天水圍站開    | 天水圍站開   | 流浮山開   | 流浮山開      | 流浮山開     |
| 日期       | 服務時間      | 班次（分鐘） | 日期       | 服務時間      | 班次（分鐘） |
| ---------- | ------------- | ------------ | ---------- | ------------- | ------------ |
| 星期一至五 | 07:15 - 09:00 | 12 - 15      | 星期一至五 | 06:55 - 08:30 | 12 - 15      |
| 星期一至五 | 17:30 - 19:30 | 12 - 15      | 星期一至五 | 17:00 - 18:30 | 12 - 15      |

星期六、日及公眾假期因應乘客需求而提供服務

## 收費
| 標準車費              | 標準車費                                                  | 現金 | 八達通 |
| --------------------- | --------------------------------------------------------- | ---- | ------ |
| 成人                  | 成人                                                      | $5.1 | $5.1   |
| 特惠                  | 小童                                                      | $2.2 | $2.2   |
| 特惠                  | 長者（65歲或以上） 「殘疾人士身分」個人八達通（12歲以下） | $2.2 | $2.0   |
| 特惠                  | 「學生身分」個人八達通                                    | $5.1 | $2.2   |
| 特惠                  | 「殘疾人士身分」個人八達通（12-64歲）                     | $5.1 | $2.0   |
| 「樂悠咭」（60-64歲） |                                                           | $5.1 | $2.0   |

| - 3至11歲為小童；65歲或以上為長者。 - 乘客可以現金或八達通於上車時付款，不設找續。 - 合資格學生使用「學生身份」個人八達通繳付車資，可享有特惠車費優惠，費用相等於小童車費，如以現金繳付車費，則必須繳付成人車費。 - 65歲或以上長者使用「樂悠咭」，以及合資格殘疾人士（包括12歲以下合資格殘疾兒童）使用「殘疾人士身份」個人八達通（包括「樂悠咭」）繳付車資，可享有每程$2.0或特惠車費（以較低者為準）的票價優惠；65歲或以上長者如使用長者或一般個人八達通繳付車資，則只可享有相等於小童車費優惠；12至64歲殘疾人士如以現金繳付車費，則必須繳付成人車費。 - 60至64歲香港居民使用「樂悠咭」繳付車資，可享有每程$2.0或成人車費（以較低者為準）的票價優惠，如以現金繳付車費，則必須繳付成人車費。 - 持有全月通2（屯門—南昌）或全月通3（屯門—紅磡）之乘客在車票有效期內確認八達通乘搭本路綫，可獲免費。 - 持有屯門—南昌全日通、遊客全日通或港鐵認可之指定智能車票之乘客在車票有效期內確認有效車票，可獲免費乘搭本路綫。 - 所有港鐵車票（包括但不限於輕鐵車票、港鐵紀念車票及搭十送一車票等；不包括屯門—南昌全日通及指定日子使用的紀念車票），不會獲得免費轉乘優惠。 - 每位成人乘客可免費攜帶最多兩名3歲以下而不佔座位的兒童乘客乘車，超額之3歲以下小童必須繳付小童車費乘車。 - 港鐵公司職員及家屬（不包括外判職員）可免費乘搭本路綫，惟必須拍職員或職員家屬八達通。 - 使用八達通的乘客，於上車拍卡後一小時內轉乘港鐵重鐵網絡（機場快綫除外）／輕鐵，或於港鐵重鐵網絡（機場快綫除外）出閘／輕鐵出站後一小時內轉乘本綫，本路綫車資可獲減免。 - 如轉乘模式為輕鐵／港鐵巴士→港鐵（屯馬綫）→輕鐵／港鐵巴士，整個轉乘行程不可超過兩小時。 |

- 由本綫於上車後1小時內轉乘K66綫、K68綫、K75P綫，或由上述路綫轉乘本綫，可免收車資。

## 用車
由於受到屏廈路近坑尾村的路面限制，本綫初時只用MCW 9.7米雙層巴士（1**）行走，該批巴士於2005年退役後，改派1995年單層富豪B10M空調巴士（4**）行走。
由於本綫於繁忙時間及假日都經常客滿以致中途站乘客未能上車，元朗區議會於2005年3月4日動議，要求九鐵增加班次或改派3軸雙層巴士行駛，並於2005年3月13日試行3軸雙層巴士，當日元朗區議會交通及運輸委員會、九鐵巴士部及運輸署均有派代表到屏廈路近坑尾村的一段視察試行車情況，運輸署同意只需要將該彎位稍為拉直便可以安全地讓雙層巴士通過，及後透過屏山鄉事委員會咨詢，由於有村民反對及有地主要求巨額補償，計劃最後無疾而終。
及至兩鐵合併後，踏入2011年，富豪B10M單層巴士（4**）亦已屆遲暮之齡行將退役，因此港鐵巴士於2011年初訂購一批共9輛亞歷山大丹尼士Enviro 400（140-148）雙軸雙層低地台空調巴士取而代之，該批巴士於珠海廣通車廠裝嵌車身，亦是港鐵巴士首款設有報站系統的巴士車款。2012年5月27日，首輛同款巴士（140／RJ7286）投入服務並行走本綫，本綫的常規班次正式能使用雙層特低地台巴士行走。同時象徵所有港鐵巴士路線均能提供特低地台巴士服務。自2012年9月2日起編號146的巴士正式投入服務後，K65開始全線以14*行走，之後富豪B10M只有需要才行走K65，直至退役。
在2013年1月5日至1月9日期間，因應有亞歷山大丹尼士Enviro 400（14*）須進行大修和交通意外尚未復出的關係，本線更加派出1999年二手丹尼士三叉戟（7**）行走，令本線首次派出3軸雙層巴士行走。後來有時更會在14*充足的日子行走，數目不定。
自二手丹尼士三叉戟全數退役後，任何長度巴士，均有行走K65全線。
而本線繁忙時間特別班次的用車沒有限制，平日上繁其中一班特車之用車以或亞歷山大丹尼士Enviro 400（14*）為主，行K65前會柯打一單K76綫。另一班特車其後會柯打K73綫的綠牌車。另有兩班在上下午繁忙時間行走的特車只往天盛苑。而假日日間時段亦有只往天盛苑的特別班次。
現時本線最多使用8輛巴士，主要派車為亞歷山大丹尼士Enviro 400（14*）和Enviro 500 MMC 11.3米巴士（5**）。

## 行車路線
K65(A)

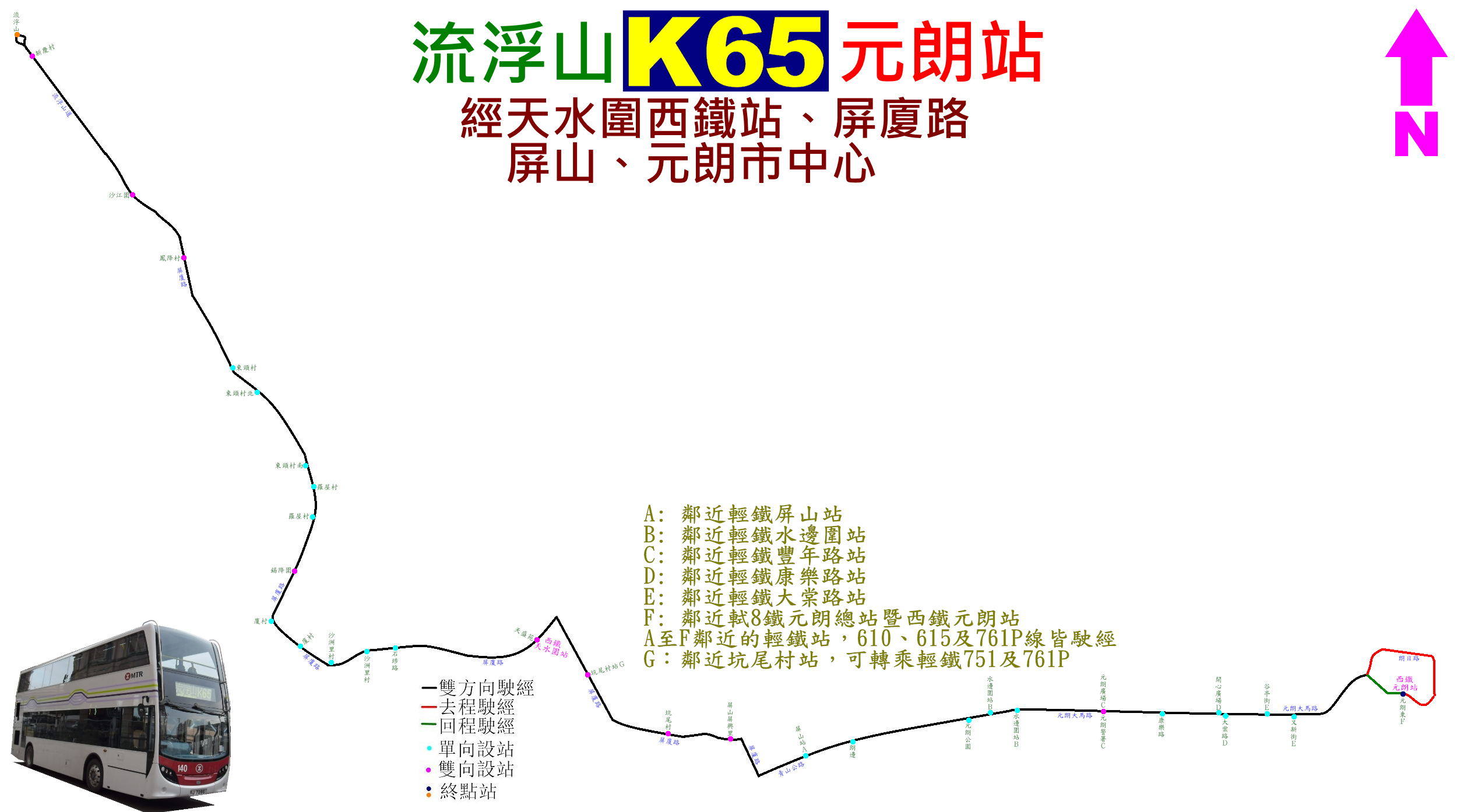
K65線的走線圖

元朗站（K65）／天水圍站（K65A）開經：朗樂路、青山公路（元朗段、屏山段）、屏廈路、流浮山道及迴旋處。
流浮山開經：迴旋處、流浮山道、屏廈路、青山公路（屏山段、元朗段）、朗日路及朗樂路。
K65A只經粗體字之路段

### 沿線車站
K65(A)
| 元朗站（K65）／天水圍站（K65A）開 | 元朗站（K65）／天水圍站（K65A）開 | 元朗站（K65）／天水圍站（K65A）開 | 流浮山開 | 流浮山開          | 流浮山開               |
| 序號                              | 車站名稱                          | 位置                              | 序號     | 車站名稱          | 位置                   |
| --------------------------------- | --------------------------------- | --------------------------------- | -------- | ----------------- | ---------------------- |
| 1*                                | 元朗站                            | 元朗站公共運輸交匯處              | 1        | 流浮山            | 流浮山巴士總站         |
| 2*                                | 又新街                            | 青山公路－元朗段                  | 2        | 新慶村            | 流浮山道               |
| 3*                                | 大棠路                            | 青山公路－元朗段                  | 3        | 沙江圍            | 流浮山道               |
| 4*                                | 康樂路                            | 青山公路－元朗段                  | 4        | 鳳降村            | 屏廈路                 |
| 5*                                | 元朗警署                          | 青山公路－元朗段                  | 5        | 東頭村            | 屏廈路                 |
| 6*                                | 水邊圍站                          | 青山公路－屏山段                  | 6        | 羅屋村            | 屏廈路                 |
| 7*                                | 元朗公園                          | 青山公路－屏山段                  | 7        | 錫降圍            | 屏廈路                 |
| 8*                                | 朗邊                              | 青山公路－屏山段                  | 8        | 廈村              | 屏廈路                 |
| 9*                                | 屏山屏興里                        | 屏廈路                            | 9        | 沙洲里村          | 屏廈路                 |
| 10*                               | 坑尾村                            | 屏廈路                            | 10       | 天盛苑 (天水圍站) | 屏廈路                 |
| 11*                               | 坑尾村站                          | 屏廈路                            | #        | 天水圍站          | 天水圍站公共運輸交匯處 |
| #                                 | 天水圍站                          | 天水圍站公共運輸交匯處            | 11*      | 坑尾村站          | 屏廈路                 |
| 12                                | 天盛苑 (天水圍站)                 | 屏廈路                            | 12*      | 坑尾村            | 屏廈路                 |
| 13                                | 石埗路                            | 屏廈路                            | 13*      | 屏山屏興里        | 屏廈路                 |
| 14                                | 沙洲里村                          | 屏廈路                            | 14*      | 屏山站            | 青山公路－屏山段       |
| 15                                | 廈村                              | 屏廈路                            | 15*      | 水邊圍站          | 青山公路－屏山段       |
| 16                                | 錫降圍                            | 屏廈路                            | 16*      | 元朗廣場          | 青山公路－元朗段       |
| 17                                | 羅屋村                            | 屏廈路                            | 17*      | 開心廣場          | 青山公路－元朗段       |
| 18                                | 東頭村（南）                      | 屏廈路                            | 18*      | 谷亭街            | 青山公路－元朗段       |
| 19                                | 東頭村（北）                      | 屏廈路                            | 19*      | 元朗站            | 元朗站公共運輸交匯處   |
| 20                                | 鳳降村                            | 屏廈路                            |          |                   |                        |
| 21                                | 沙江圍                            | 流浮山道                          |          |                   |                        |
| 22                                | 新慶村                            | 流浮山道                          |          |                   |                        |
| 23                                | 流浮山                            | 流浮山巴士總站                    |          |                   |                        |

- K65A不停帶*車站;有#號之車站為K65A線之起／終點站

## 利用狀況
本綫為元朗區內一條主要的巴士路綫，由於流浮山一帶以出產海鮮為名，尤其是蠔，雖然近年珠江三角洲水質污染日趨嚴重，加上鄉村人口遞減，流浮山的漁業，尤其是蠔產量已大不如前，同時又受到專線小巴33、34系及35的競爭，但該處仍有不少海鮮酒家，在假日有不少客人會乘搭本綫往流浮山品嚐海鮮，而且可免費接駁輕鐵及屯馬綫，因此客流相當穩定，更換雙層巴士行走後因載客量有所提升，客量亦有所增長。
此線除了專線小巴外，的士亦是最大競爭對手之一。由於此線假日班次疏落及容易出脫班，故部份乘客若目送此車離開，或會轉乘專線小巴或的士前往目的地。

## 外部連結
港鐵
- 港鐵巴士K65綫路綫圖 （页面存档备份，存于）
- 港鐵巴士K65綫 （页面存档备份，存于）

OpenStreetMap
- K65綫路綫圖（往流浮山） （页面存档备份，存于）
- K65綫路綫圖（往元朗東）

非官方
- 香港巴士大典上的相关条目：港鐵巴士K65綫
- 香港巴士大典上的相关条目：港鐵巴士K65A綫
- 西北經典系列#21 655/K65-流浮山接駁巴演變史 （页面存档备份，存于）